# Marco Minnaard
Marco Minnaard (Wemeldinge, 11 april 1989) is een Nederlands voormalig wielrenner die laatstelijk uitkwam voor Wanty-Groupe Gobert. 

## Overwinningen
2013
Puntenklassement Ronde van Gévaudan Languedoc-Roussillon
2014
Bergklassement La Tropicale Amissa Bongo
2017
Eind- en puntenklassement Ronde van Rhône-Alpes Isère
2019
Bergklassement Ronde van Poitou-Charentes in Nouvelle-Aquitaine

## Resultaten in voornaamste wedstrijden
| Jaar | Ronde van Italië | Ronde van Frankrijk | Ronde van Spanje |
| ---- | ---------------- | ------------------- | ---------------- |
| 2014 |                  |                     |                  |
| 2015 |                  |                     |                  |
| 2016 |                  |                     |                  |
| 2017 |                  | 40e                 |                  |
| 2018 |                  | 64e                 |                  |
| 2019 |                  |                     |                  |

| Jaar | Amstel Gold Race | Luik-Bast.‑Luik | Waalse Pijl | Brabantse Pijl |
| ---- | ---------------- | --------------- | ----------- | -------------- |
| 2014 | opgave           | opgave          | opgave      |                |
| 2015 | 83e              | opgave          | 47e         | opgave         |
| 2016 | 119e             | opgave          | opgave      | 131e           |
| 2017 | opgave           | 127e            | 118e        |                |
| 2018 | 71e              | 112e            |             |                |
| 2019 | opgave           |                 | 92e         |                |

## Ploegen
- 2012 –  Rabobank Continental Team
- 2013 –  Rabobank Development Team
- 2014 –  Wanty-Groupe Gobert
- 2015 –  Wanty-Groupe Gobert
- 2016 –  Wanty-Groupe Gobert
- 2017 –  Wanty-Groupe Gobert
- 2018 –  Wanty-Groupe Gobert
- 2019 –  Wanty-Groupe Gobert